# Борисенко Олександр Олегович
Олекса́ндр Оле́гович Борисе́нко (нар. 28 березня 1993 — пом. 1 вересня 2014) — старший солдат Збройних сил України, учасник російсько-української війни.

## Життєпис
Народився 1993 року в місті Рівне. Закінчив рівненську ЗОШ № 5. Грав на гітарі, із хлопцями співали рок, виступав на сцені. 2011 року закінчив Технічний коледж Національного університету водного господарства і природокористування.
Хотів стати пожежником, спочатку пішов служити за контрактом до лав ЗСУ. У березні 2014 року його підрозділ перекинули на Херсонщину, охороняли адміністративний кордон з окупованим Кримом, у червні прийняв свій перший бій на Луганщині.
Поблизу села Круглик (Лутугинський район) 1 вересня 2014-го підрозділ Олександра потрапив в оточення і прийняв бій — з переважаючими силами ворога, зайнявши кругову оборону. Близько 12:00, відбиваючи атаку, Олександр зазнав важкого поранення, несумісного з життям. Його доставили у військовий шпиталь, однак врятувати не вдалося.
Залишилися батьки, молодша сестра, наречена.
Похований у Рівному на алеї «Небесної Сотні» кладовища «Нове».

## Нагороди та вшанування
За особисту мужність і героїзм, виявлені у захисті державного суверенітету та територіальної цілісності України, вірність військовій присязі під час російсько-української війни, відзначений — нагороджений
- 15 травня 2015 року — орденом «За мужність» III ступеня (посмертно)[1]
- рішенням Рівненської міської ради № 5756 від 17 вересня 2015 року присвоєно звання «Почесний громадянин міста Рівне» (посмертно).
- рівненську ЗОШ № 5 пойменовано на його честь.
- одна з центральних вулиць Рівного названа на його честь у 2022 році.
- Його портрет розміщений на меморіалі «Стіна пам'яті полеглих за Україну» в Києві: секція 4, ряд 6, місце 8